# 宮崎柊羽
宮崎 柊羽（みやざき しゅう、6月26日-）は、日本のライトノベル作家。
第6回角川学園小説大賞において、『神様ゲーム カミハダレニイノルベキ』で最終選考に残り、第8回角川学園小説大賞〈奨励賞〉を『晴れ時どき正義の乙女』にて受賞、これを機に第6回の最終選考作『神様ゲーム カミハダレニイノルベキ』でデビュー。

## 作品リスト
- 神様ゲーム（神様ゲーム1～8巻、短編3巻、角川書店）ライトノベルアワード07'のノミネート作品。